# 中華民國第二屆國會
中华民国第二届国会（1918年8月12日－1920年8月），是中华民国的第二届国会。产生于民国七年（1918年），俗称“民七国会”，但因其选举过程被“安福俱乐部”所控制，故又称为“安福国会”。相对于中华民国第一届国会（旧国会），又被称作“新国会”。

## 沿革
1917年6月，张勋复辟，解散民元国会（第一届国会）。1917年7月，段祺瑞打败张勋，再造共和。但是段因为民元国会曾反对他参战欧战，無意恢复，而在梁启超等建议下，“效法”辛亥革命初期成立临时参议院的先例，制定新的国会组织法，于1918年5月至6月间举行全国大选。此舉遭到南方五省（粤、桂、滇、黔、川）的抵制，当时南北交战，湘、鄂、陕等三省也因战乱，無法正常辦理选举，故实际进行选举的仅十四省。在选举过程中出现大量腐败、作弊现象。选举结果：安福系获得多数，获330席次，旧交通系120席次，研究系只获20余席次。
孙中山及部分南方军阀不承认解散民元国会之舉。1917年8月25日，部分民元国会议员在广州召开“国会非常会议”，並选举孙中山为中华民国军政府大元帅。中国南北并存两个政府。
1918年8月12日，也是第一届国会期满之时，临时参议院解散，安福国会正式成立。8月20日，278名众议院议员选举众议院议长，安福系领袖王揖唐得票262張当选。8月22日，123名参议院议员投票选举旧交通系领袖梁士诒为参议院议长、朱启钤为副议长；同日众议院续选副议长，刘恩格取得176票获选。
1918年9月4日，安福国会选举徐世昌為中华民国大总统，接替冯国璋。但是直系吴佩孚于9月13日在衡阳通电，不承认這場选举結果。安福俱乐部則暗中操作，拟推选曹锟为副总统，企圖安撫直系。但因研究系、旧交通系和部分安福系议员抵制，致不足法定人数而胎死腹中。
1920年7月，直皖战争爆发，直系曹锟、吴佩孚取胜之后控制北洋政府，段祺瑞被迫下台；安福国会也於同年8月30日遭到解散。

### 引用
1. ↑  丁中江《北洋军阀史话》
2. ↑  《剑桥中华民国史（上卷）》《1918年安福国会的选举[永久]》
3. ↑  . 北京日報 (北京). 1918-08-21.
4. ↑  . 北京日報 (北京). 1918-08-23.
5. ↑  . 北京日報 (北京). 1918-08-23.
6. ↑  丁中江《北洋军阀》
7. ↑  . 新聞報 (上海). 1918-09-18. 總統選舉必須出於真正民意……我國舊國會分子，固屬不良，而新國會之議員，不但由金錢運動而來，且西南五省均未經選舉，似此卑劣不全之國會，安能為全國民意代表……我公若曲從……勉爲就職，則民國分裂乃由公始……此師長等不敢為公賀，且將為民國弔也。若我公趁此未就職之前，毅然為和平表示出任調人領袖，並敦促馮代總統頒布罷戰明令，先解決時局，以謀統一，德莫厚焉，志莫不焉。對於國會議員，通國另行改選，以期完美。屆時國會有良好議員，重選總統，自然非公莫屬……此師長等所為預賀者也。
8. ↑  . 時報 (上海). 1918-10-13. 上次全體一致之模範選舉〔指推選徐世昌作大總統〕，全然不用拖拉，此次則除研究、討論兩會，太半先期出京，舊交通系亦臨時無一出席外，即純粹安福系，亦多有唱不願意者